# Sataspes tagalica
Espèce
Sataspes tagalica est une espèce de lépidoptères appartenant à la famille des Sphingidae, à la sous-famille des Smerinthinae, à la tribu des Smerinthini et au genre Sataspes.

## Répartition et habitat
Répartition
L'espèce est connue dans l'ouest et du nord-est de l'Inde, au Népal, en Birmanie, dans l'est et le sud de la Chine et en Thaïlande.
Habitat
L'habitat se compose des orées des bois et des pistes ombragées par les pistes forestières, en particulier les zones proches de l'eau douce.

## Description
L'envergure des ailes varie de 56 à 70 mm. C'est une espèce variable avec plusieurs formes identifiées. Elle imite les abeilles charpentières du genre Xylocopa, les mâles et les femelles mimant différentes espèces.

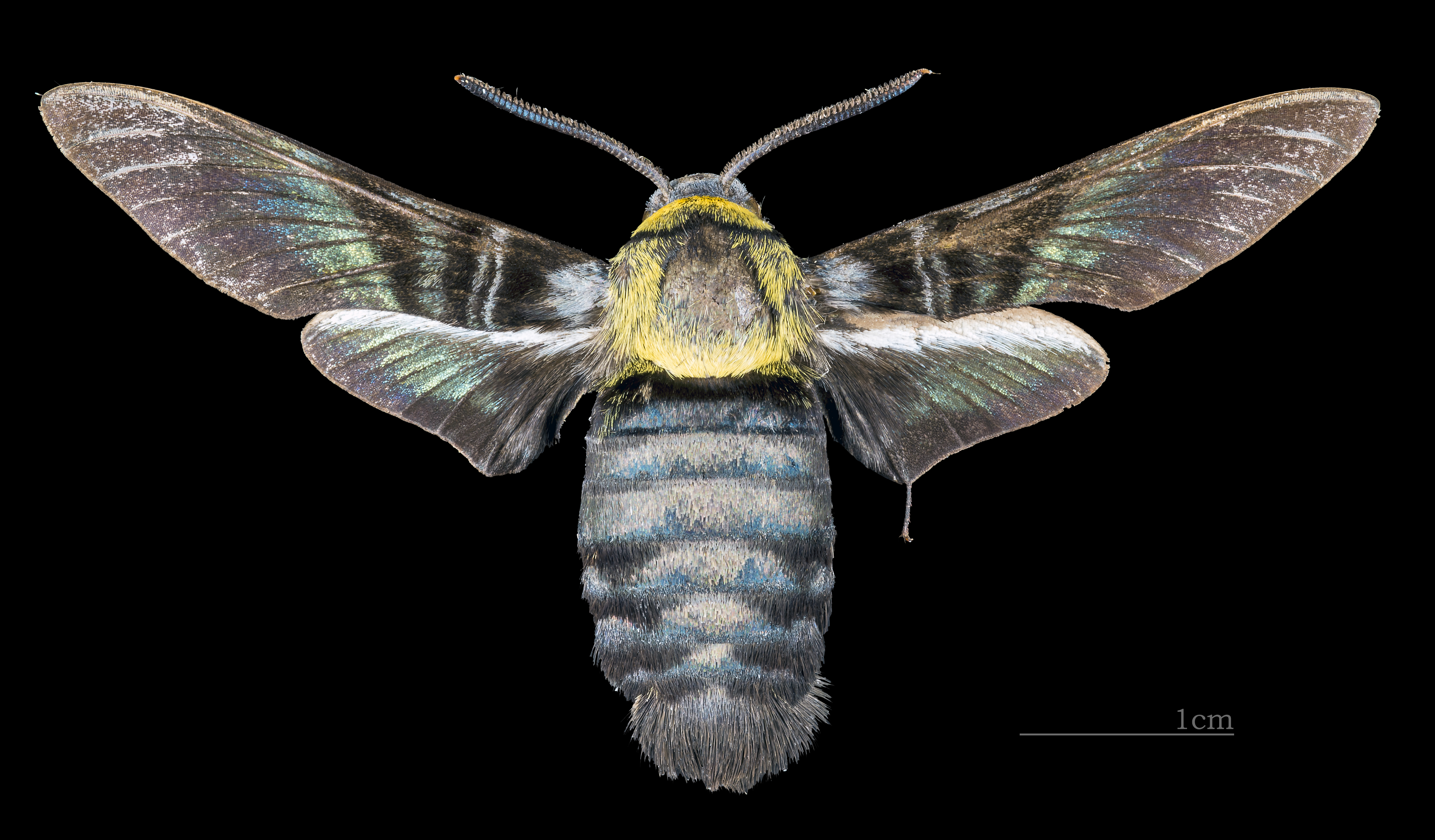
Face dorsale du mâle (coll.MHNT)
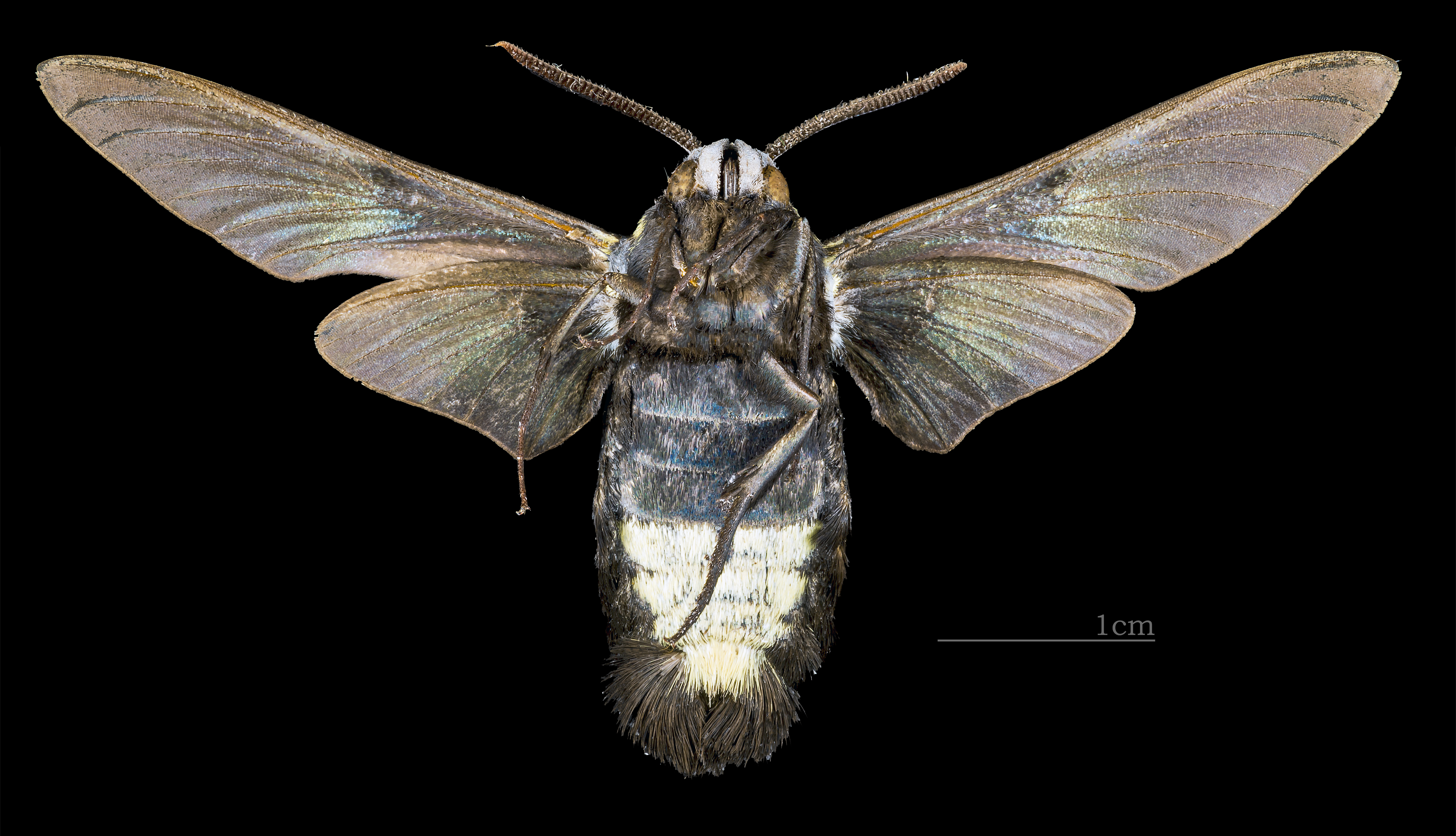
Face ventrale du mâle (coll.MHNT)
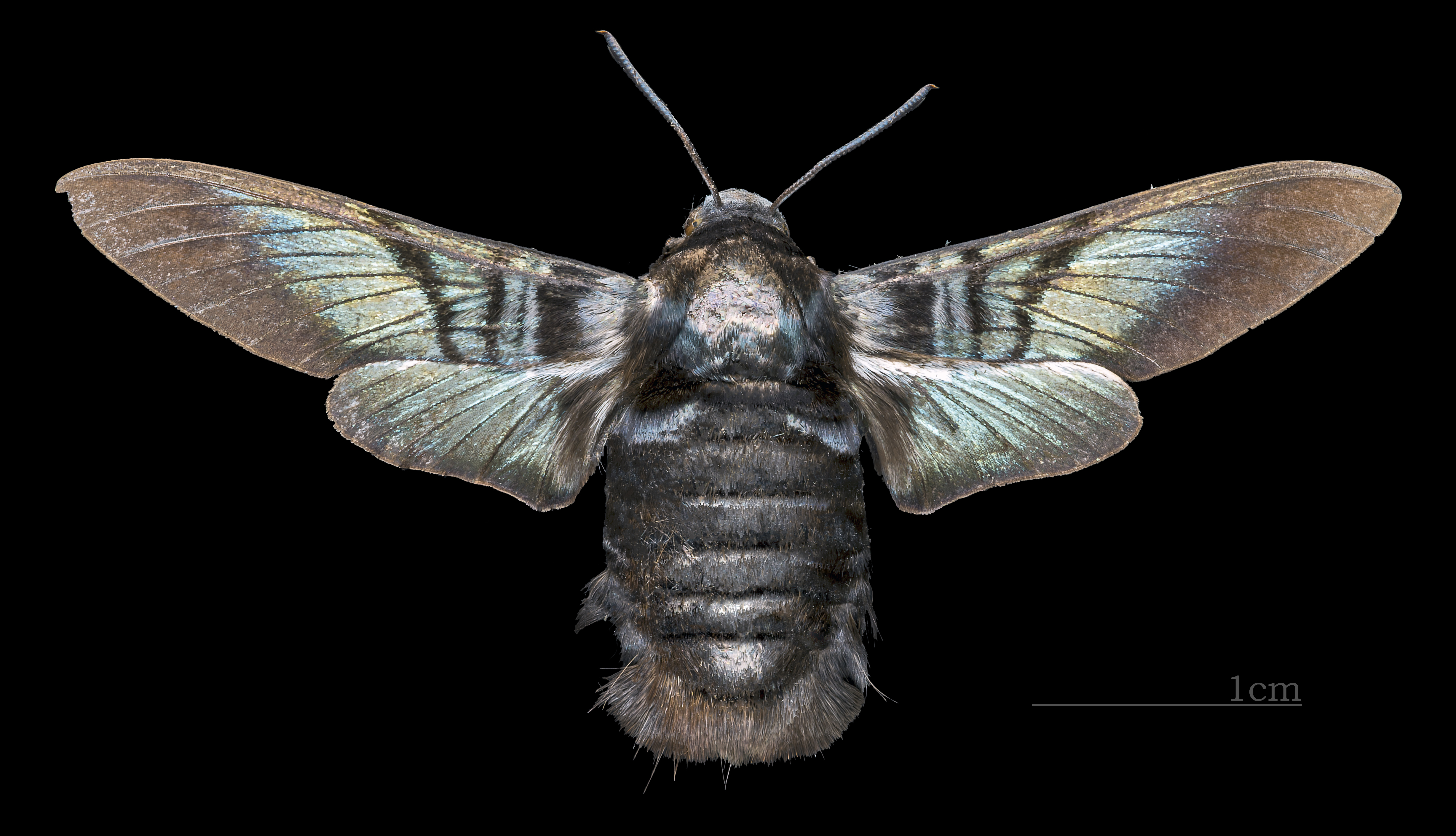
Face dorsal de la femelle (coll.MHNT)
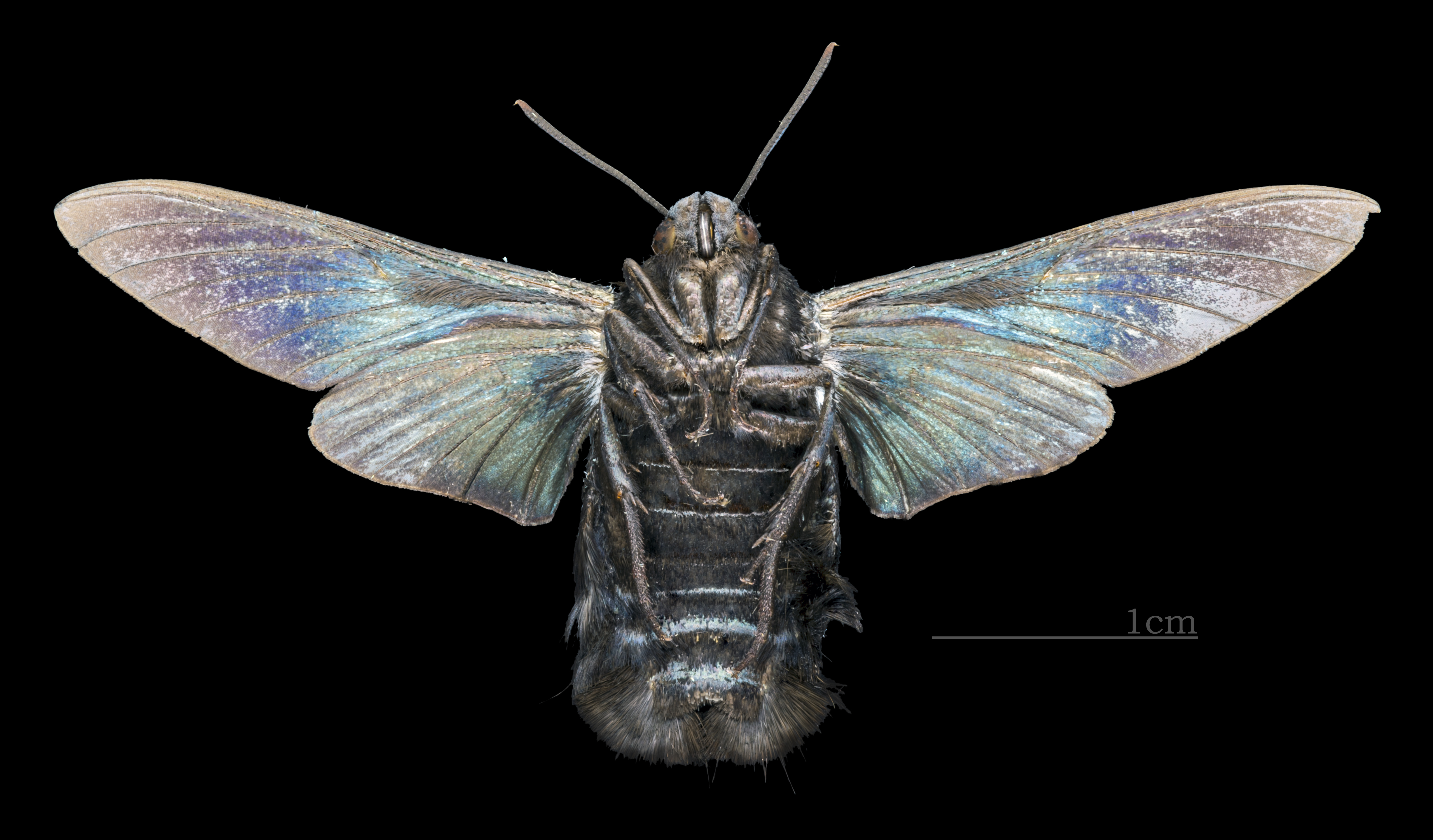
Face ventrale de la femelle (coll.MHNT)

## Biologie
C'est un papillon diurne. Les adultes sont attirés par les fleurs de Duranta erecta et Lantana camara.
Les chenilles se développent sur Dalbergia benthamii à Hong Kong.

## Systématique
- L'espèce a été décrite par l'entomologiste français Jean-Baptiste Alphonse Dechauffour de Boisduval en 1875.

### Synonymie
- Sataspes ventralis Butler, 1875
- Sataspes hauxwellii de Nicéville, 1900[1]
- Sataspes tagalica collaris Rothschild & Jordan, 1903
- Sataspes tagalica thoracica Rothschild & Jordan, 1903
- Sataspes tagalica chinensis Mell, 1922
- Sataspes tagalica protomelas (Seitz, 1929)

### Liste des sous-espèces
- Sataspes tagalica tagalica
- Sataspes tagalica javanica Roepke, 1941 endémique de l’île de Java[2].